# 1943年東京都議会議員選挙
1943年東京都議会議員選挙（1943ねんとうきょうとぎかいせんきょ）は、東京都の議会である東京都議会を構成する東京都議会議員を選出するために1943年（昭和18年）9月13日に行われた選挙。最初の東京都議会議員選挙である。

## 概要
1943年7月1日に東京都制が施行されたことを受け、新たに発足した東京都議会の第1期議員を選出するために行われた選挙である。定員数は100名と廃止された東京府会と東京市会の合計議席数から大きく減少したため、立候補者303名と高い競争率となった。また、当時は太平洋戦争下であり、選挙運動への制約が影響を及ぼしたとみられ、すでに地盤をもつ前元府市議員の候補が強く、新人の当選者は11人にとどまった。大政翼賛会や翼賛政治会は前年の総選挙や東京市会議員選挙では協議会を結成し、候補者を推薦したが、都議会議員選挙では「一切関与せず」の方針を取り、候補者の推薦を行わなかった。
なお、西多摩郡では定員1に対し同数しか立候補者がいなかったため、無投票当選となっている。

## 基礎データ
- 告示日：1943年8月24日[4]
- 投票日：1943年9月13日
- 投票率：約74.7%[5]
- 議員定数：100名
- 選挙区：41選挙区

## 当選した議員
| 麹町区   | 三輪田元道   |            |            |            | 神田区   | 桑原信助   | 島田為次郎 |            |          |
| 日本橋区 | 石島三郎     |            |            |            | 京橋区   | 篠原虎之輔 | 柴崎輔     |            |          |
| 芝区     | 高橋義次     | 矢田直三   | 山県為三   |            | 麻布区   | 友野直二   |            |            |          |
| 赤坂区   | 磯野八郎兵衛 |            |            |            | 四谷区   | 前田利乗   |            |            |          |
| 牛込区   | 長谷川正道   | 菊池民一   |            |            | 小石川区 | 高野直治   | 山内吉雄   |            |          |
| 本郷区   | 友成四郎     | 早川三郎   |            |            | 下谷区   | 小野利三郎 | 小山貞雄   | 天本治     |          |
| 浅草区   | 大久保源之丞 | 大久保重直 | 上條貢     | 松崎権四郎 | 本所区   | 小野孝行   | 小椋善男   | 糟谷磯平   | 井田友平 |
| 深川区   | 太田信治郎   | 浅沼稲次郎 | 広瀬新平   |            | 品川区   | 中島勝五郎 | 西本啓     | 石原永明   |          |
| 荏原区   | 斎藤卯助     | 石井良太郎 |            |            | 目黒区   | 島崎七郎   | 渋谷鶴松   | 安藤又五郎 |          |
| 大森区   | 弘中暁       | 平林真之助 | 小沼虎之助 | 松野喜内   | 蒲田区   | 藤吉男     | 代田朝義   | 吉田直治   |          |
| 世田谷区 | 金原賢之助   | 広川弘禅   | 鈴木政治   | 匝瑳胤次   | 渋谷区   | 津久井龍雄 | 斉藤清亮   | 関口弥三郎 |          |
| 淀橋区   | 佐藤栄志     | 野村専太郎 |            |            | 中野区   | 森俊成     | 江木理一   | 窪寺伝吉   |          |
| 杉並区   | 内田秀五郎   | 藤井一彦   | 大森一雄   |            | 豊島区   | 須藤喜三郎 | 片桐勝昌   | 原定良     | 林隼三   |
| 滝野川区 | 横瀬精一     | 北島新平   |            |            |          |            |            |            |          |
| 荒川区   | 山口久太郎   | 天野頼義   | 林連       | 遠山丙市   | 王子区   | 北島義彦   | 鈴木仙八   | 高木惣市   |          |
| 荒川区   | 田中国男     |            |            |            |          |            |            |            |          |
| 板橋区   | 三浦忠三郎   | 加藤隆三郎 | 瀬田醻一   |            | 足立区   | 新井京太   | 鴨下栄吉   | 小西幸助   |          |
| 向島区   | 大澤梅次郎   | 有馬秀雄   | 山田七郎   |            | 城東区   | 鈴木菊太郎 | 冠木栄吉   | 熊本虎蔵   |          |
| 葛飾区   | 安藤徳雄     | 水野熊雄   |            |            | 江戸川区 | 島村一郎   | 中里民平   |            |          |
| 八王子市 | 関谷源兵衛   |            |            |            | 立川市   | 小川孝喜   |            |            |          |
| 北多摩郡 | 中村高一     | 比留間安治 | 井野米次郎 |            | 南多摩郡 | 落合元一   |            |            |          |
| 西多摩郡 | 岩浪光二郎   |            |            |            | 島嶼     | 菊池義郎   |            |            |          |